# Jāis
Jāis är en ort i Indien.   Den ligger i distriktet Rāe Bareli och delstaten Uttar Pradesh, i den centrala delen av landet, 500 km sydost om huvudstaden New Delhi. Jāis ligger 124 meter över havet och antalet invånare är 25 726.
Terrängen runt Jāis är mycket platt. Runt Jāis är det tätbefolkat, med 683 invånare per kvadratkilometer. Det finns inga andra samhällen i närheten. Trakten runt Jāis består till största delen av jordbruksmark.